# Omidkill
Omidkill est une île de l'État de Peleliu aux Palaos.

## Toponymie
La péninsule de Omidkill était également appelée le cap Besul.

## Géographie
Située au sud de l'île de Peleliu, elle formait une péninsule qui semble désormais détachée de l'île principale par un petit bras de mer. Elle est située entre les baies Mesubedumail et Mocheingel et borde le récif plongeant inondé de Peleliu.
Au nord d'Omidkill se trouve la Scarlet Beach.

## Sources